# Svea Vaccin
Svea Vaccin (organisationsnummer: 556454-8849) är ett privat företag med mottagningar för vaccinering över hela Sverige. Företaget mångdubblade sin omsättning upp till 250 miljoner per år under pandemin.

## Kritik
Företaget har kritiserats för sin hantering av vaccin när de under 2024 granskades av Aftonbladet.